# Una zebra a pois (EP)
Una zebra a pois è il settimo EP di Mina, pubblicato su vinile a 45 giri dall'etichetta discografica Italdisc nel 1960.

## Storia
Per consuetudine il titolo sulla copertina ufficiale è quello del brano che apre il primo lato.
Raccoglie 4 brani pubblicati durante il 1960, di cui due, Tutto e Sentimentale, sono lati dello stesso singolo mai inseriti in un album ufficiale della cantante; mentre Una zebra a pois e Coriandoli sono contenuti nell'album Il cielo in una stanza.
Coriandoli è uno dei pochi brani dell'artista ad essere stato pubblicato su due EP diversi nello stesso anno.
Tutte le canzoni si trovano anche nell'antologia su CD del 2010, che raccoglie le tracce pubblicate su 45 giri dagli inizi al 1964 Ritratto: I singoli Vol. 1.

## Tracce
Lato A
1. Una zebra a pois – 3:25 (testo: Lelio Luttazzi, Dino Verde, Marcello Ciorciolini – musica: Lelio Luttazzi; edizioni musicali Suvini-Zerboni)
2. Tutto – 2:26 (testo: Antonio Amurri – musica: Lelio Luttazzi; edizioni musicali CAM)

Lato B
1. Sentimentale – 2:51 (Lelio Luttazzi; edizioni musicali Suvini-Zerboni)
2. Coriandoli – 3:09 (testo: Leo Chiosso – musica: Roberto Livraghi; edizioni musicali Tiber)